# Harpun
Harpun vrsta ribarskog oruđa za lov na morske sisavce i veću ribu. Kopljastog je oblika, a javlja se u više vrsta. Osnovni su mu dijelovi nazubljeni vršak od slonovače ili nekog drugog materijala koji je uglavljen u kraću dršku od istog materijala, koji se odlomi od duže drške izrađene od drveta nakon pogotka u životinju (obično kita). Donji dio vrška je probušen i kroz je njega je provučena uzica od morževe ili tuljanove kože. Ukupna duljina harpuna (kod Eskima) iznosi oko 200 centimetara (80 inča)
Suvremeni harpun se ispaljuje u životinju, a zatim se konopcem ili lancem vezanim za kraj harpuna lovina privlači do broda.